# Guadeloupe-i ara
A Guadeloupe-i ara (Ara guadeloupensis) a madarak osztályának papagájalakúak (Psittaciformes) rendjébe és a papagájfélék (Psittacidae) családjába tartozó kihalt faj.

## Előfordulása
Guadeloupe és Martinique szigetein volt honos.

## Megjelenése
A Guadeloupe-i arának hasonló volt a tollruhája, mint a ma élő Sárgaszárnyú arának.

## Kihalása
1760-ban a Guadeloupe-i ara rendkívül ritka fajnak számított, és hamarosan a vadászata miatt kipusztult.